# Sauviac (Gironde)

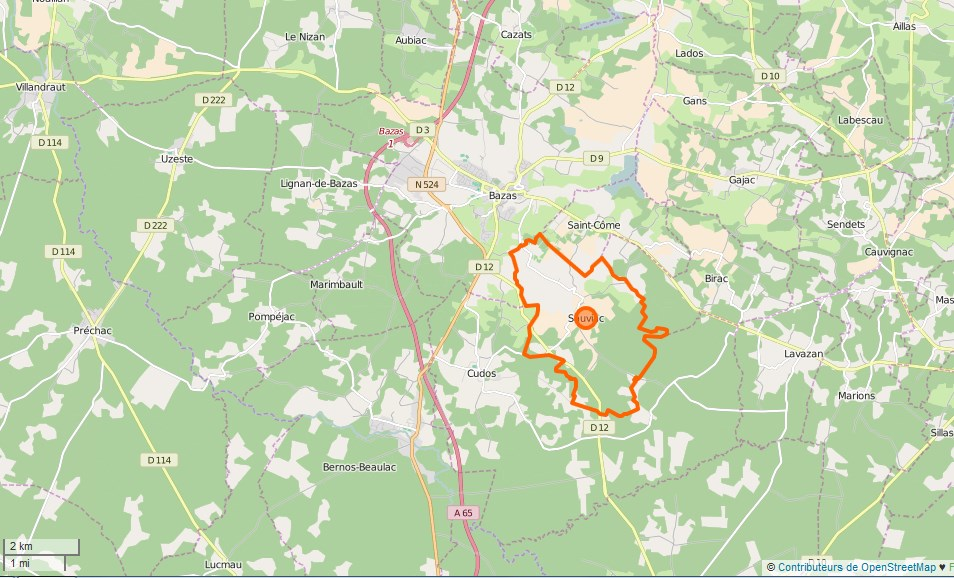
Gemeindegrenzen von Sauviac

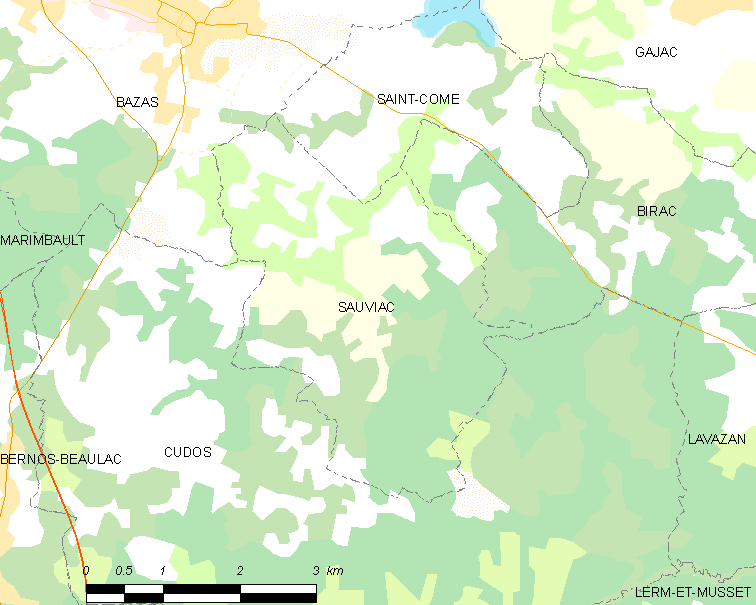
Umgebungskarte

Sauviac ist eine französische Gemeinde mit 330 Einwohnern (Stand 1. Januar 2022) im Département Gironde in der Region Nouvelle-Aquitaine. Sie gehört zum Kanton Le Sud-Gironde und zum Arrondissement Langon. 
Sie grenzt im Nordwesten an Bazas, im Norden an Saint-Côme, im Nordosten an Birac und im Südosten und im Südwesten an Cudos.

## Bevölkerungsentwicklung
| Jahr      | 1962 | 1968 | 1975 | 1982 | 1990 | 1999 | 2008 | 2015 |
| --------- | ---- | ---- | ---- | ---- | ---- | ---- | ---- | ---- |
| Einwohner | 288  | 260  | 242  | 241  | 264  | 246  | 329  | 316  |

## Sehenswürdigkeiten

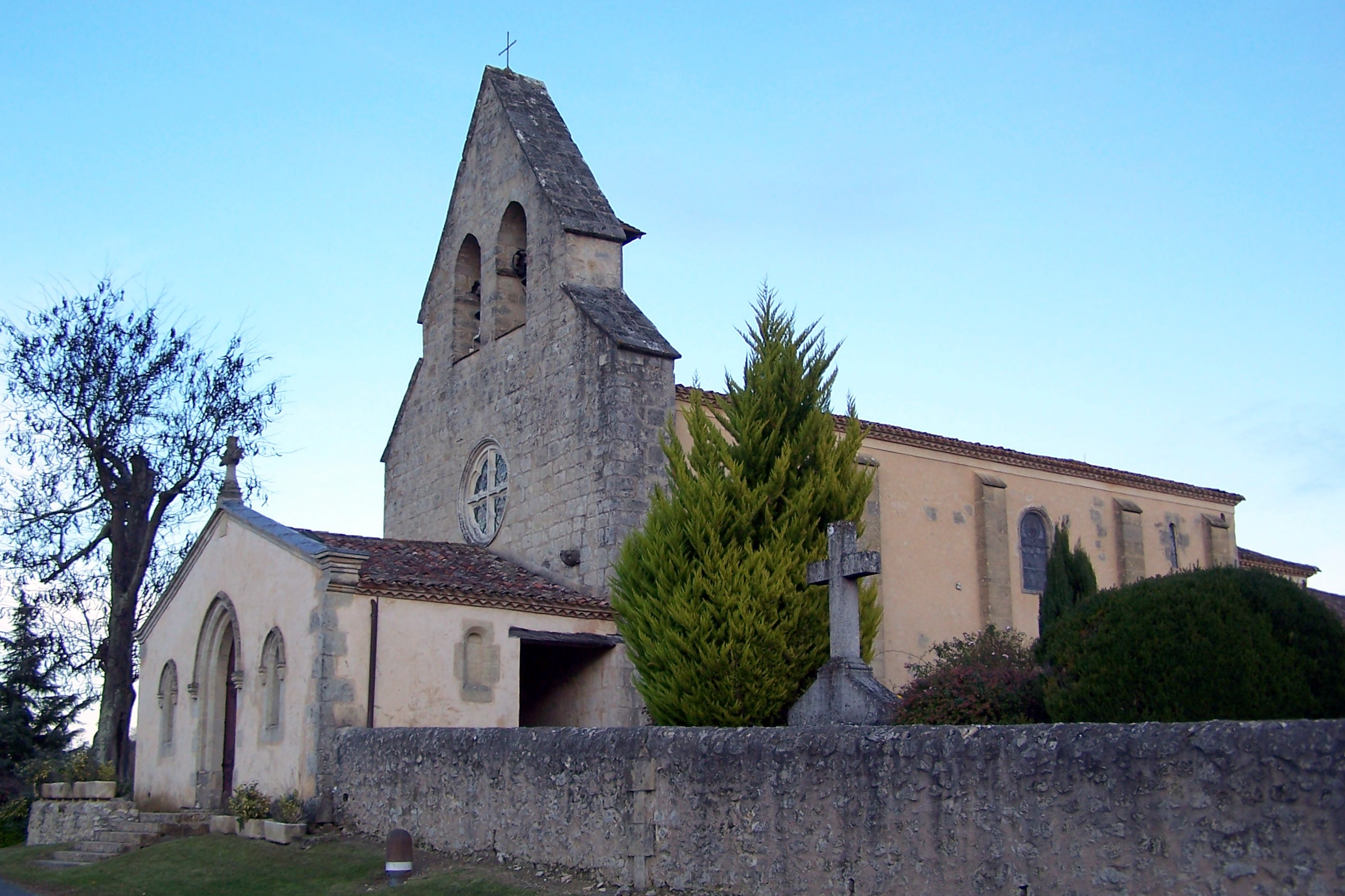
Kirche Saint-Praxède

- Kirche Saint-Praxède